# Външна политика на Киргизстан
Външната политика на Киргизстан е тясно свързана с бившия Съветски съюз поради общата история, съседството на страната с 3 бивши съветски републики и силното влияние на Русия.
В последните години се развиват интензивни отношения със САЩ, най-вече около транзитния център „Манас“, през който преминават доставки и войски за коалицията в Афганистан, и Китай.
Външната политика на Киргизстан се контролира от две съображения – първо, че страната е твърде малка и твърде бедна, за да бъде икономически жизнеспособна без значителна външна помощ, и второ, че се намира в нестабилен район, уязвим към редица неприятни възможности. Тези две съображения са оказали съществено влияние върху международната позиция на Киргизстан, особено към развитите страни и непосредствените ѝ съседи.
През първите четири години на независимост политикът Аскар Акаев посещава Съединените щати, Турция, Швейцария, Япония, Сингапур и Израел. Неговите емисари също са били в Иран, Ливан и Южноафриканската република, а министър-председателят прави пътувания през по-голямата част от Европа. Една от последиците от тези пътувания е, че през 1996 г. Киргизстан е признат от 120 държави и има дипломатически отношения с шестдесет и една от тях. Посолството на Съединените щати е открито в Бишкек през февруари 1992 г., а по-късно същата година във Вашингтон е открито киргизско посолство.
Бившият президент Акаев многократно подчертава, че принципът зад неговото търсене на контакти е строгият неутралитет; Киргизстан е малка, сравнително бедна на ресурси, отдалечена нация, по-вероятно да потърси помощ от световната общност, отколкото да допринесе за нея. До голяма степен поради репутацията и личността на Акаев, Киргизстан става най-големият получател на чуждестранна помощ на глава от населението в ОНД.
Република Киргизстан поддържа тесни връзки с други бивши съветски републики, особено с Казахстан и Русия. Признавайки загрижеността на Русия за руско-говорещото малцинство в Киргизката република, президентът Акаев е чувствителен към потенциалните възприятия за дискриминация. Например, въпреки че Конституцията от 1993 г. определя киргизския език като държавен език, изменението на Конституцията от 2001 г. дава официален статут на руския език. Изменената на 30 декември 2006 г. Конституция потвърждава статута на двата езика, който впоследствие е потвърден в Конституцията от 2010 г.
Докато Киргизката република първоначално остава в зоната на рублата, строгите условия, определени от руското правителство, карат Киргизстан да въведе своя собствена валута – киргизстански сом, през май 1993 г. Оттеглянето от рублевата зона е направено с малко предварително уведомяване и първоначално предизвиква напрежение в региона. Както Казахстан, така и Узбекистан временно прекъсват търговията, а Узбекистан дори въвежда ограничения, равносилни на икономически санкции. И двете страни се страхуват от приток на рубли и увеличаване на инфлацията. Враждебността на Узбекистан и Казахстан към Киргизката република е краткотрайна и трите нации подписват споразумение през януари 1994 г. за създаване на икономически съюз. Икономическото сътрудничество в региона обаче все още е възпрепятствано от едностранни бариери, създадени от съседите на Киргизката република. Република Киргизстан е активна в укрепването на регионалното сътрудничество, като например съвместни военни учения с узбекски и казахски войски.
Турция от друга страна се стреми да укрепи своите културни и етнически връзки с региона и е открила, че Република Киргизстан е готова за култивиране на двустранните отношения. От декември 2001 г. Киргизката република е домакин на Транзитния център на международното летище Манас, което е важен логистичен център за коалиционните усилия в Афганистан.
Киргизката република също така съсредоточава специално внимание на международното сътрудничество, насочено към ефективно сътрудничество с чужди страни при прилагането на многостранни и двустранни споразумения с цел разрешаване на трансгранични проблеми в областта на опазването на околната среда и рационалното използване на природните ресурси.

## Отношения със съседите
Киргизстан поддържа много близки отношения с Общността на независимите държави, но отношенията с някои от членките са обтегнати, особено с Узбекистан. След 2000 година Узбекистан използва енергийните си ресурси за да оказва влияние върху киргизката политика. Узбекското правителство е минирало границата между двете страни без съгласието на Киргизстан. Затруднения за Киргизстан създава и многобройното узбекско малцинство в югозападната част на страната. От друга страна, отношенията с Казахстан са силно положителни. Между 2002 и 2007 година казахските инвестиции в Киргизстан възлизат на над $ 400 милиона и над 500 от близо 2000 предприятия в страната са казахска собственост. Бишкек и Алмати също подкрепят създаването на Централноазиатски съюз.

## Отношения с другия държави

### САЩ
Съединените щати установяват дипломатически отношения с Киргизстан през 1991 г. след независимостта на Киргизстан от Съветския съюз. Посолството на САЩ в Киргизстан е открито на 1 февруари 1992 г. Същата година в Съединените щати е открито и посолството на Киргизстан. САЩ подкрепят Киргизстан в развитието на приобщаваща демокрация, основана на върховенството на закона и зачитането на правата на човека. Президентските избори в Киргизстан през 2017 г. отбелязват първото мирно прехвърляне на президентската власт от един демократично избран президент на друг в постсъветската Централна Азия. Киргизстан изнася дрехи, текстил и фармацевтични продукти в Съединените щати и внася стоки, машини, електроника и хранителни продукти от САЩ.Външнотърговският оборот по данни на Националния статистически комитет на Република Киргизстан за януари-декември 2014 г. възлиза на 237.1 млн.долара, като износът за САЩ е 2,5 млн. долара, а вносът от САЩ – 234,6 млн. долара. Делът на търговията със САЩ в общия външнотърговски оборот на Киргизстан е 3,1% Киргизстан има подписано двустранно инвестиционно споразумение със САЩ. Договорът за двойното данъчно облагане, подписан от Съединените щати и Съветския съюз, остава в сила между Съединените щати и Киргизстан. Киргизстан също така подписва рамково споразумение за търговия и инвестиции със Съединените щати и други централноазиатски държави, което създава регионален форум за решаване на търговски въпроси и засилване на търговията и инвестициите между САЩ и Централна Азия. Американското правителство, също така, предоставя хуманитарна помощ, военна помощ и помощ за подкрепа на икономическите и политическите реформи. То подкрепя исканията на Киргизката република за помощ от международни организации. Така например САЩ помагат на Република Киргизстан да се присъедини към Световната търговска организация (СТО) през декември 1998 г.

### Русия
При цялата финансова подкрепа, която световната общност предлага, Киргизстан остава икономически зависим от Русия, както пряко, така и през Казахстан. В началото на 1995 г. Аскар Акаев, тогавашният президент на Киргизстан, се опитва да продаде руски компании, контролиращи акции в двадесет и деветте най-големи промишлени предприятия в страната, предложение, което Русия отказва. Правителството на Киргизстан, обаче се чувства принудено да поиска икономическа защита от Русия. Суровата реалност на икономическата ситуация в Киргизстан го налага. По време на посещението си в Москва през февруари 1994 г. Акаев подписва няколко икономически споразумения, като обещава на републиката кредитна линия от 75 милиарда рубли (вероятно за употреба през 1994 г.) и около 65 милиона щатски долара в търговски споразумения. Русия, също така, обещава да предостави на Киргизстан статут на най-облагодетелствана нация за закупуване на нефт и други горива. От своя страна, Киргизстан се съгласява да създаде киргизко-руска инвестиционна компания, която ще закупи неработещи фабрики, свързани с отбраната в републиката, за да осигури заетост на все по-недоволното руско население на Киргизстан. В началото на 1995 г. министър-председателят Апас Джумагулов от Киргизстан и премиерът Виктор Черномирдин от Русия подписват поредица от споразумения за установяване на двустранна координация на икономическите реформи в двете държави, което допълнително обвързва Киргизстан с Русия. След усилено лобиране за включване, Киргизстан става член на митническия съюз, който Русия, Беларус и Казахстан създават през февруари 1996 г. В началото на 1996 г. Киргизстан предприема правни стъпки за превръщането на руския във втория официален език на републиката. През февруари 2009 г. руското правителство обещава да отпише Киргизстан дълг от 180 млн.долара, както и да обещава да отпусне още 2 млрд. долара, да предостави 150 млн.долара пряка помощ и да субсидира изграждането на водноелектрическа централа. По време на посещението на руския президент Владимир Путин в Бишкек през септември 2012 г. той подписва споразумения за създаване на нова руска военна база в Киргизстан, руска военна помощ за Бишкек и изграждането на водноелектрически централи в Киргизстан от руски компании. Русия има посолство в Бишкек и консулство в Ош, а Киргизстан има посолство в Москва и консулство в Екатеринбург.

### Германия
През последните години страните успяват да установят истински партньорски и приятелски отношения помежду си. Започнаха да се разширяват контактите на всички нива и Киргизстан разглежда Германия като един от ключовите партньори в сътрудничество с Европейския съюз. През април 2015 г. и февруари 2017 г. тогавашният президент на Киргизстан Алмазбек Атамбаев посещава Германия. По време на последното посещение той се среща с федералния канцлер Ангела Меркел. През октомври 2016 г. германският министър на храните и земеделието Кристиан Шмид посещава Бишкек, което подчертава взаимния интерес на двете страни в сътрудничеството. Като цяло двустранната търговия между двете страни е незначителна, с голям търговски излишък в полза на Германия. През 2017 г. Германия е изнесла в Киргизстан стоки на стойност близо 62,01 млн.евро и са внесли стоки на стойност 13,95 млн.евро. Основният износ на Германия за Киргизстан са моторните превозни средства, машините и химическите продукти (фармацевтични и козметични продукти). Основният износ на Киргизстан за Германия са селскостопански продукти. Федералното министерство за икономическо сътрудничество и развитие предоставя 40,1 милиона евро за двустранни мерки в областта на финансовото и техническото сътрудничество. Приоритетни области са устойчивото икономическо развитие и реформата в здравеопазването. Основната цел на германското сътрудничество за развитие с Киргизстан е да се осигури дългосрочна подкрепа за стабилното и устойчиво развитие на страната. Други важни въпроси в сътрудничество за развитие са климатът и околната среда, както и междусекторните теми като добро управление, приобщаване или равенство между половете.

### Швейцария
Швейцария и Киргизстан се радват на добри отношения, основани на техническо сътрудничество. Киргизстан е член на швейцарските избирателни райони в Международния валутен фонд (МВФ), Световната банка и Глобалния екологичен фонд (ГЕФ). Швейцария признава независимостта на Киргизстан на 23 декември 1991 г. Швейцарското посолство в Москва първоначално се занимава с дипломатически отношения. От 1993 до 2012 г. швейцарското посолство в узбекската столица Ташкент отговаря за Киргизстан. През пролетта на 2012 г. Федералният съвет обновява швейцарския офис за сътрудничество в Бишкек, столицата на Киргизстан, до статут на посолство. Посолството е официално открито през ноември 2012 г. То е отговорно за опазването на интересите на Швейцария и за улесняване на проектите за техническо и икономическо сътрудничество, осъществявани от Швейцарската агенция за развитие и сътрудничество и Държавния секретариат по икономическите въпроси. През ноември 2013 г. в Бишкек е открит консулски отдел, който предоставя визови услуги. Швейцария също е активна в Централна Азия в областта на водната дипломация. Инициативата „Син мир в Централна Азия“ насърчава регионалното сътрудничество между петте централноазиатски държави и осигурява политическа и техническа подкрепа за трансграничното управление на водите. Швейцарските инвестиции в Киргизстан са скромни и възлизат на 5,2 млн.долара през 2017 г. Швейцария все пак е сред десетте най-големи инвеститори в Киргизстан и остава най-важният пазар за продажбите на киргизките продукти. Киргизстан изнася главно злато в Швейцария. Обемът на двустранната търговия възлиза на 347,6 млн.швейцарски франка през 2017 г. (15,1 млн.швейцарски франка без злато). Швейцария изнася главно фармацевтични продукти, машини, оптично и медицинско оборудване, хартия и хартиени продукти, часовници, скъпоценни камъни, благородни метали и бижута.

### Великобритания
Обединеното кралство признава Киргизстан на 20 януари 1992 г. (след разпадането на Съветския съюз) и дипломатическите отношения са установени на 12 юни 1992 г. Първият посланик на Киргизстан във Великобритания пристига през септември 1997 г. Киргизкото посолство се намира в Лондон. От 1992 до 2012 г. британският посланик в Казахстан също е акредитиран за Киргизстан. Британското посолство в Бишкек стартира дейността си през декември 2011 г. и новият посланик в Киргизстан официално поема поста си през март 2012 г., когато представя акредитивните си писма на президента.

### Франция
След обявяването на независимостта на Киргистан, през юни 1994 г. е подписан двустранен договор за приятелство, разбирателство и сътрудничество с който се установяват дипломатичните отношения между Франция и Киргистан. От 2001 г. двустранните взаимоотношения се засилват значително. През лятото на 2004 г. в Бишкек е открито дипломатическо представителство, което през декември 2009 г. бе превърнато в пълноправно посолство. Настоящият посланик Михаел Рох встъпва в длъжност през септември 2016 г. Президентът на Киргизстан Алмазбек Атамбаев е приет от президента Франсоа Оланд в Париж през март 2015 г. Преди това бившият президент на Киргизстан Роза Отунбаева посещава Франция през март 2011 г. и се среща с външния министър Ален Юпе. Френският външен министър Бернар Кушнер посещава Киргизстан през юли 2010 г. с германския си колега, за да поднови подкрепата на Франция за усилията за стабилизиране и връщане към върховенството на закона. Франция е отпуснала общо 1,2 млн. евро под формата на хуманитарна и медицинска помощ и финансиране на проект за подпомагане на разселените хора във Ферганската долина. Въпреки че търговията на Франция увеличава през последните години, Киргизстан все още е маргинална дестинация (с 12 млн.евро през 2008 г. и 34 млн.евро през 2014 г.). Френският внос от Киргизстан възлиза на 14,5 милиона евро през 2014 г. Те се състоят основно от метали. Френският износ (19 милиона евро през 2014 г.) се състои предимно от механично, електрическо и електронно оборудване. Френските компании са слабо представени в Киргизстан поради ограничените пазарни възможности и бизнес климата. Малкото публични договори, спечелени от френските компании, се отнасят до енергетиката (снабдяването с хидроелектрически турбини). Френският институт за централноазиатски изследвания (IFEAC) е регионален изследователски институт със седалище в Бишкек. Провежда изследвания и обмени по регионални социални и хуманитарни науки.

### Канада
Канада установява дипломатически отношения с Киргизката република през 1992 г. Тя е представена в републиката от посолството си в Астана, Казахстан и поддържа почетно консулство в Бишкек. Киргизката република е представена в Канада от посолството си във Вашингтон, окръг Колумбия, и има почетно консулство в Монреал, Квебек. Канада прави редовни вноски в многостранни и регионални програми в Република Киргизстан, а част от вноските на Канада в Глобалния фонд за борба със СПИН, туберкулоза и малария понастоящем финансират програмирането там. Канадското правителство финансира и голяма здравна и образователна програма, и е насочена към подобряване на основните здравни резултати в страната. Тя допринася за програмата за наблюдение на образованието на ЮНЕСКО в Киргизстан, както и за Университета в Централна Азия, който се намира в републиката и има кампуси там и в други държави от Централна Азия. Канадското посолство в Астана управлява канадския фонд за местни инициативи, чрез който се предоставя финансова помощ на местни НПО, действащи в Киргизката република. Киргистан е вторият по големина търговски партньор на Канада в Централна Азия, а техническата експертиза на Канада в добивния сектор допринася значително за икономическото развитие на страната. През 2017 г. търговията между Канада и републиката бе оценена на 10,51 млн.долара, което е намаление от 27% от 2016 г. Износът на Канада към Република Киргизстан през 2017 г. възлиза на стойност 10,15 милиона долара и се състои основно от машини, химически продукти, хранителни продукти и превозни средства. Вносът на Канада от републиката възлиза на стойност около 356 000 долара, като основната част се състои от продукти от неблагородни метали, телекомуникационно оборудване, машини, текстил и сушени плодове.

### Бразилия
Дипломатическите отношения между Бразилия и Република Киргизстан са създадени през 1993 г. – Бразилия е първата държава, признала независимостта на тази страна през 1991 г. През 2012 г. вицепремиерът на Република Киргизстан Джоуарт Оторбаев посещава Бразилия по повод на конференцията Рио+20. В двустранна среща с бразилските власти е видян потенциалът за сътрудничество в хидроелектрическия сектор, включително възможността бразилските компании да инвестират в страната. Има интерес и към двустранното сътрудничество в областта на селското стопанство и туризма. През 2010 г. бразилското правителство дарява 300 хиляди щатски долара на Киргизстан, в отговор на призива за хуманитарна помощ от правителството на Киргизстан след етническите конфликти в Ош и Джалалабад. През 2013 г. Бразилия дарява 50 хил.долара на правителството на Киргизстан чрез Върховния комисар на ООН за бежанците (ВКБООН) за подпомагане на дейности в полза на бежанци, вътрешно разселени хора и в условия на уязвимост в страната. В Киргизката република няма местно бразилско дипломатическо представителство. Посолството на Бразилия в Астана (Казахстан) отговаря и за представянето на Бразилия пред Киргизстан.

### Беларус
Дипломатическите отношения между Република Беларус и Република Киргизстан са създадени на 21 януари 1993 г. През октомври 2014 г., септември 2016 г. и април 2017 г. в Минск и Бишкек се провеждат работни срещи на президентите на Беларус и Киргизстан. През ноември 2017 г. президентът на Киргизстан е работно посещение в Беларус, за да присъства на заседание на Съвета за колективна сигурност на ОДКС.През ноември 2018 г. в Минск министър-председателят на Република Киргизстан взима участие в заседание на Евразийския междуправителствен съвет. Междуправителствената беларуско-киргизка комисия за търговско и икономическо сътрудничество е създадена през 2000 г. През 2017 г. търговията с Република Киргизстан възлиза на 130,1 млн.долара, като износът е 123,5 млн.долара. Основните стоки на Беларус за износ в Киргизстан са масло, сирене и извара, камиони, трактори, принадлежности за леки и трактори и машини. Части и аксесоари за автомобили и трактори (главно радиатори), продукти от животински произход, смеси от ядки или сушени плодове са внасяни от Киргизстан. През януари – ноември 2018 г. стокообменът между Република Беларус и Република Киргизстан възлиза на 113.8 млн. долара, като износът е 104.9 млн.долара

### Китай
От 1996 г. насам отношенията между двете страни са област на значителна несигурност за правителството в Бишкек. Зоната за свободна търговия в Нарин привлича голям брой китайски бизнесмени, които доминират в по-голямата част от вноса и износа на дребни стоки в републиката. Повечето от тези сделки се извършват от бартерни етнически киргизи или казахстанци, които са китайски граждани. Правителството на Киргизстан изразява тревога относно броя на китайците, които се преместват в Нарин и други части на Киргизстан, но от 1996 г. не са взети никакви превантивни мерки.

### Индия
Индия има много силни връзки със страните от Централна Азия, а Киргизстан не е изключение. По време на съветската епоха, Индия и тогавашната Република Киргизия имат ограничени политически, икономически и културни контакти, но след обявяването на независимостта на Киргизстан през 1991 г.,Индия е една от първите държавите, които установяват политически и дипломатически отношения с нея. Това се случва през 1992 г. От тогава насам, двете страни са сключили няколко споразумения отноносно културата, търговското и икономическото сътрудничество, гражданската авиация и други. През 1995 г. Индия предоставя кредит за над 5 млн.долара. Също така, предоставя помощ за създаването на планински биомедицински изследователски център в Киргизстан. Икономическото ѝ участие включва основно техническа помощ за Киргизстан в рамките на програмата на Индийското техническо и икономическо сътрудничество (ITEC). Програмата е активна, особено по отношение на развитието на човешките ресурси. През последните няколко години, Индия постепенно укрепва двустранното си сътрудничество в областта на отбраната с Киргизстан, в областта на военните обучения, информационни технологии и борбата с тероризма. Киргизките въоръжени сили се обучават от Индия за различни военни операции, а Индия разширява обхвата на сътрудничеството в областта на отбраната между двете страни. Политическите връзки на Индия с Република Киргизстан са традиционно топли и приятелски настроени. Киргизстан подкрепя кандидатурата на Индия за постоянно място в Съвета за сигурност на ООН и пълното членство на Индия в Шанхайската организация за сътрудничество. За последно, резидентът на Киргизстан Алмазбек Шаршенович Атамбаев пристига на 4-дневно официално посещение в Индия на 18 декември 2016 г.

### Иран
Двете страни подписват споразумения за сътрудничество в областта на транспорта, митниците, търговските и икономическите отношения. Иран и Киргизстан, също така, си взаимодействат в сферите на образованието, пътуванията, митниците, финансите, войната срещу трафика и престъпността като цяло. Освен това, търгуват със земеделие и капиталови стоки. През 2008 г. Иран обещава на Киргизстан 200 милиона евро за някои икономически проекти. Ирански компании участват в изграждането на магистрала, свързваща Бишкек и Ош. В преговори, проведени по време на посещението на Акилбек Жапаров в Иран през юли 2012 г., Иран изразява желание да прехвърли повече от 1 млрд.долара в краткосрочни проекти в Киргизстан и повече от 10 млрд.долара в дългосрочни проекти. Въпреки това, двустранната търговия на Техеран-Бишкек е сравнително ниска поради международните санкции, наложени на Иран през последните 10 години. Една от стратегиите за увеличаване на връзките между двете страни е разширяването на културните отношения.

### Турция
Дипломатическите отношения са установени на 29 януари 1992 г. Турското посолство в Бишкек и киргизкото в Анкара са отворени също през 1992 г. Турските инвестиции заемат пето място в страната. През 1997 г. Турция и Киргизстан подписват „Споразумението за вечна приятелство и сътрудничество“. Отношенията между Турция и Киргизстан продължават във всички области на ниво стратегическо партньорство. Многостранните отношения между двете държави в политически, икономически, търговски, военни, културни, образователни, здравни и транспортни области се осъществяват в рамките на широка правна основа, състояща се от повече от двеста споразумения и протоколи. Основните документи на стратегическо партньорство са „Споразумението за вечното приятелство и сътрудничество“, подписано от президентите през 1997 г., Декларация за „Турция и Киргизстан: Заедно към 21 век“, издадена през 1997 г., и Съвместна декларация за установяване на Съвет за стратегическо сътрудничество на високо равнище (HLSCC), подписан през 2012 г. Извършени са много посещения на високо равнище между двете страни, особено на президентско ниво. Алмазбек Атамбаев, президент на Киргизстан, тогавашният министър-председател, посещава Турция на 25 – 28 април 2011 г. На 9 – 11 април 2013 г.,Реджеп Тайип Ердоган, президентът на Турция, посещава Киргизстан.

### Таджикистан
Дипломатическите отношения между Република Таджикистан и Република Киргизстан са създадени на 14 януари 1993 г. с подписването на протокола. Посолството на Република Киргизстан функционира в Душанбе от март 1997 г.,а посолството на Република Таджикистан функционира в Бишкек. С цел ефективно решаване на приоритетните въпроси и по-нататъшното задълбочаване на двустранното сътрудничество, между Таджикистан и Киргизстан е създадена устойчива институционална основа – Междудържавен координационен съвет и Съвет на министрите на външните работи на Република Таджикистан и Република Киргизстан. Приоритетите на политическите контакти на двете страни се преразглеждат в контекста на общите цели, като укрепване на сигурността и стабилността в региона и съдействие за по-нататъшно развитие на интеграционния процес. Юридическата основа на двустранните отношения, подписана през периода 1993 – 2013 г., осигурява силна правна основа за по-нататъшно укрепване на многостранното сътрудничество между двете републики. В търговско-икономическите отношения се наблюдава и тенденция на известно разширяване. Като цяло, в таджикско-киргизките отношения има желание да се установят взаимноизгодни връзки в различни аспекти на сътрудничеството. В тези връзки има дух на взаимно доверие, добросъседство и приятелско отношение един към друг. От друга страна, миналото между тези две страни е малко напрегнато. Бежанци и антиправителствените бойци на Таджикистан са преминвали няколко пъти в Киргизстан и дори са взимали заложници. Киргизстан се опитва да съдейства за постигането на споразумение между оспорването на таджикистанските сили през октомври 1992 г., но без успех. По-късно Аскар Акаев се присъединява към президентите Ислам Каримов и Нурсултан Назарбаев в изпращането на съвместни сили за намеса в подкрепа на президента на Таджикистан Емомали Рахмон срещу бунтовниците. Извън тези премеждия, поради конфликтите със съседния Узбекистан, Киргизстан и Таджикистан взаимно се подкрепят.

### Казахстан
Двустранните отношения между страните са много близки по отношение на език, култура и религия. Дипломатически са установени на 15 октомври 1992 г. На 26 април 2007 Казахстан и Киргизстан подписават споразумение за създаване на „Международен върховен съвет“. Това историческо събитие се състои по време на официалното посещение на президента на Казахстан в столицата на Киргизстан, Бишкек. Преките инвестиции на Казахстан в икономиката на Киргизстан бързо набира скорост от началото на 21. век. Икономическото присъствие на Казахстан се усеща в цяла Северен Киргизстан, от банките до малките предприятия, колите с казахстански регистрации и многобройните туристи. В най-голяма степен киргизките приветстват тези тенденции, тъй като и двете страни имат еднаква култура и традиции. През последните години, Казахстан инвестира около 400 млн.долара в Киргизстан и се счита за един от най-големите инвеститори. Тридесет и три процента от общия капитал на банката в Киргизстан принадлежи на казахстански инвеститори. В Киргизстан функционират около 2000 предприятия, а 500 са на казахстански предприемачи. Казахско-киргизкото обединение е в икономическите интереси и на двете страни.

### Грузия
Грузия и Киргизстан имат дипломатически отношения от 10 юли 1992 г. През годините двете страни са подписали 15 споразумения сред които: Споразумение за приятелство и сътрудничество, споразумение за търговско и икономическо сътрудничество, споразумение за насърчаване и взаимна защита на инвестициите и споразумение за въздушен транспорт между правителството на Грузия и правителството на Република Киргизстан. Грузия е представена в Киргизстан от посолството си в Астана, Казахстан, а Киргизстан е представен в Грузия от посолството си в Баку, Азербайджан.

### Узбекистан
Узбекистан доминира в южен Киргизстан както икономически, така и политически, въз основа на голямото население на узбекистанци в този регион на Киргизстан и на икономическите и географските условия. Голяма част от Киргизстан зависи изцяло от Узбекистан за природния газ. Узбекско-киргизките отношения се характеризират с постепенно прилагане на постигнатите споразумения в областта на двустранното сътрудничество на основата на равнопоставеност и зачитане на основните интереси на другите. Поддържат се на взаимно разбирателство и стабилни отношения. От 1996 г. насам между двете държави функционира междуправителствена комисия за двустранно сътрудничество. Проведени са седем срещи. През 2016 г. стокообменът достига 169,3 млн.долара.

## Членство в международни организации
Киргизстан е първата бивша съветска република, която се присъединява към Световната търговска организация.
В опит да подобри геополитическата си сигурност, страната се присъединява към системата за колективна сигурност на ОНД, а през 2005 – към Шанхайската организация за сътрудничество (ШОС).
Киргизстан е член на най-големите международни органи, включително ООН, Организацията за сигурност и сътрудничество в Европа (ОССЕ), Световната банка, МВФ и ЕБВР. Тя също се присъедини към Азиатската банка за развитие, Организацията за икономическо сътрудничество (ИКО) и Ислямската банка.
От 1992 г. Киргизката република е член на Икономическата комисия за Европа, една от първите сред централноазиатските републики, която е избрана за подготовка на преглед на екологичните резултати (EPR) през 2000 г., проведена от експерти на ИКЕ на ООН. Сътрудничеството на Киргизстан с Глобалния екологичен фонд (ГЕФ) също се разширява; от 2001 г. страната става член на швейцарския избирателен район ГЕФ, който включва всички републики от Централна Азия и Азербайджан. Киргизстан е страна по Протокола от Киото, който е известен като допълнителен документ към Рамковата конвенция на ООН за изменението на климата (1992 г.).
Като член на 13 международни екологични конвенции и 3 протокола, Киргизстан, от една страна, е включен в глобалния процес на опазване на околната среда, а от друга – страна е пълноправен член на международната общност и има право да получава техническа и финансова помощ от развитите страни; способно е да внедрява модерни технологии в производството, да развива неконвенционално производство на енергия. Всички международни екологични конвенции, подписани или ратифицирани от Киргизстан, имат глобален характер и имат голямо международно значение. Киргизстан предприема стъпки за изпълнение на задълженията си съгласно тези конвенции.

## Чужди контингенти
През 2002 президентът Акаев подкрепя коалиционните усилия в Афганистан и предоставя летище Манас край Бишкек на разположение на американските въоръжени сили. Установената американска въздушна база се превръща в проблем за отношенията с Русия и Китай. Киргизкото правителство съумява да запази стратегическия баланс – през 2005 е постигнато споразумение за превъоръжаване с Русия, а през 2006 правителството на Бакиев успява да договори многократно увеличение на наема, който САЩ плащат за базата Манас. След предоговарянето САЩ плащат $150 милиона годишен наем. Русия също поддържа военен контингент във военната база Кант.

## Отношения с България
Киргизстан няма посолство в България, в страната няма българско посолство. Дипломатическите контакти се осъществяват през българското посолство в Казахстан.